# Liste de tueurs en série
Cette liste présente des tueurs en série, donc des meurtriers récidivistes ayant commis au moins trois meurtres.
Ils ne sont pas classés par pays où ils ont sévi, mais par nationalité, sauf si le ou les tueurs n'ont pas été identifiés. Cette liste n'est évidemment pas exhaustive.
Les tueurs en série ne doivent pas être confondus avec les tueurs de masse, ni avec les tueurs à la chaîne.

## Afghanistan
| Criminel      | Périodes  | Victimes | Condamnation | Peine         | Notes                                              |
| ------------- | --------- | -------- | ------------ | ------------- | -------------------------------------------------- |
| Abul Djabar   | 1970      | 60       | 1970         | Peine de mort | Exécuté par pendaison le 21 octobre 1970.          |
| Abdullah Shah | 2001-2004 | 20       | octobre 2002 | Peine de mort | Exécuté d'une balle dans la tête le 20 avril 2004. |

## Afrique du Sud
| Nom                         | Période   | Victimes   | Condamnation     | Peine          | Notes                                       |
| --------------------------- | --------- | ---------- | ---------------- | -------------- | ------------------------------------------- |
| Asande Baninzi              | 2001      | 18         |                  | Perpétuité     |                                             |
| Sibusiso Duma               | 2007      | 2 à 5      | 2007 puis 2009   | Perpétuité     |                                             |
| Gamal Lineveldt (en)        | 1940      | 4          |                  | Peine de mort  | Exécuté par pendaison le 9 juillet 1941.    |
| Cedric Maake                | 1996-1997 | 27         | 6 septembre 2000 | Perpétuité     |                                             |
| Bulelani Mabhayi            | 2007-2012 | 19         | 3 septembre 2013 | Perpétuité     |                                             |
| Jimmy Maketta               | 2005      | 16         | 2007             | //             |                                             |
| Johannes Mashiane (en)      | 1982-1989 | 13         |                  | //             |                                             |
| Daisy de Melker ♀           | 1923-1932 | 3          | 1932             | Peine de mort  | Exécutée par pendaison le 30 décembre 1932. |
| Samuel Bongani Mfeka        | 1993      | au moins 6 | septembre 1996   | Perpétuité     |                                             |
| Jack Mogale (en)            | 2008-2009 | 16         |                  | Perpétuité     |                                             |
| Elifasi Msomi               | 1953-1955 | 15         | 1955             | Peine de mort  | Exécuté par pendaison le 10 février 1956.   |
| Nicholas Lungisa Ncama      | 1997      | 3          | 1997             | Perpétuité     |                                             |
| Velaphi Ndlangamandla       | 1998      | 19         | septembre 1998   | 137 ans        |                                             |
| David Randitsheni           | 2004-2008 | 10         | 2009             | 16 perpétuités |                                             |
| Norman Afzal Simons         | 1986-1994 |            | 1998             | Perpétuité     |                                             |
| Moses Sithole               | 1994-1995 | 38         | 5 décembre 1997  | 2 410 ans      |                                             |
| Sipho Thwala                | 1994-1997 | 19+        | 31 mars 1999     | Perpétuité     |                                             |
| Louis van Schoor            | 1986-1989 | 7 à 100    |                  | 20 ans         | Libéré en 2004.                             |
| Stewart Wilken              | 1990-1997 | 9+         | 20 février 1998  | 7 perpétuités  |                                             |
| Elias Xitavhudzi            | 1953-1959 | 16         |                  | Peine de mort  | Exécuté par pendaison le 14 novembre 1960.  |
| Christopher Mhlengwa Zikode | 1994-1995 | 18         | 7 janvier 1997   | Perpétuité     |                                             |

## Allemagne
| Nom                                     | Période     | Victimes | Condamnation     | Peine         | Notes                                                   |
| --------------------------------------- | ----------- | -------- | ---------------- | ------------- | ------------------------------------------------------- |
| Jürgen Bartsch                          | 1962-1966   | 4        | 15 décembre 1967 | Perpétuité    |                                                         |
| Karl Denke                              | 1903-1924   | 30       | //               | //            | S'est suicidé avant son procès.                         |
| Hermann Duft et Hans Wilhelm Bassenauer | 1969        | 6        | 1969             | Peine de mort | Exécuté par un peloton d'exécution le 15 décembre 1969. |
| Volker Eckert                           | 1974-2006   | 6 à 19   |                  | //            | S'est suicidé avant son procès.                         |
| Christman Genipperteinga                | 1568-1581   | 964      |                  | Peine de mort | Exécuté par le supplice de la roue le 17 juin 1581.     |
| Gesche Gottfried ♀                      | 1813-1827   | 15       |                  | Peine de mort | Exécutée par décapitation le 21 avril 1831.             |
| Carl Großmann                           | 1918-1921   | 26 à 50+ |                  | Peine de mort | S'est suicidé avant son exécution.                      |
| Fritz Haarmann                          | 1918-1924   | 24 à 27  | 19 décembre 1924 | Peine de mort | Guillotiné le 15 avril 1925.                            |
| Niels Högel                             | 2001-2009   | 30 à 90+ | décembre 2006    | Perpétuité    |                                                         |
| Fritz Honka                             | 1971-1974   | 4        | 1975             | Perpétuité    | Libéré en 1993. Mort le 19 octobre 1998.                |
| Joachim Kroll                           | 1955-1976   | 13       | avril 1982       | Perpétuité    | Mort en prison le 1er juillet 1991.                     |
| Peter Kürten                            | 1929-1930   | 9        | avril 1931       | Peine de mort | Guillotiné le 2 juillet 1931.                           |
| Martin Ney                              | 1992-2004   | 3        | 27 février 2012  | Perpétuité    |                                                         |
| Peter Niers                             | XVIe siècle | 544      |                  | Peine de mort | Mort sous la torture le 16 septembre 1581.              |
| Marianne Nölle ♀                        | 1984-1992   | 7 à 18   | 1993             | Perpétuité    |                                                         |
| Norbert Poehlke                         | 1984-1985   | 6        |                  | //            | S'est suicidé avant son arrestation.                    |
| Thomas Rung                             | 1983-1995   | 7        | 1996             | Perpétuité    |                                                         |
| Egidius Schiffer                        | 1983-1990   | 5+       | 19 août 2008     | Perpétuité    |                                                         |
| Friedrich Schumann                      | 1918-1920   | 7        | 1920             | Peine de mort | Exécuté par décapitation le 27 août 1921.               |
| Peter Stumbb                            | 1564-1589   | 18       |                  | Peine de mort | Exécuté par décapitation le 31 octobre 1589.            |
| Eugène Weidmann                         | 1937        | 6        | 31 mars 1939     | Peine de mort | Exécuté par décapitation le 17 juin 1939.               |
| Anna Maria Zwanziger ♀                  | 1800-1809   | 5 à 7    |                  | Peine de mort | Exécutée par décapitation en juillet 1811.              |

## Argentine
| Nom                    | Période   | Victimes | Condamnation  | Peine      | Notes |
| ---------------------- | --------- | -------- | ------------- | ---------- | ----- |
| Cayetano Santos Godino | 1906-1912 | 4        | décembre 1912 | Perpétuité |       |
| Robledo Puch           | 1970s     | 11       | 1980          | Perpétuité |       |

## Australie
| Nom                         | Période   | Victimes | Condamnation     | Peine                         | Notes                                                           |
| --------------------------- | --------- | -------- | ---------------- | ----------------------------- | --------------------------------------------------------------- |
| Catherine Margaret Birnie ♀ | 1986      | 4        | 1987             | Perpétuité incompressible     |                                                                 |
| David Birnie                | 1986      | 4        | 1987             | Perpétuité                    | S'est suicidé en prison le 7 octobre 2005                       |
| Eric Edgar Cooke            | 1959-1963 | 8        | 28 novembre 1963 | Peine de mort                 | Exécuté par pendaison le 26 octobre 1964.                       |
| Paul Denyer                 | 1990-1993 | 3        |                  | Perpétuité                    |                                                                 |
| Peter Dupas                 | 1974-1999 | 3 à 6    | 22 août 2000     | Perpétuité                    |                                                                 |
| Kathleen Folbigg ♀          | 1989-1999 | 4        | 24 mars 2021     | 30 ans dont 25 incompressible | Aurait été accusée à tort.                                      |
| Leonard Fraser              | 1998-1999 | 6+       | 7 septembre 2000 | Perpétuité                    | Mort en prison le 1er janvier 2007                              |
| John Wayne Glover           | 1989-1990 | 6+       | mars 1990        | Perpétuité                    | S'est suicidé en prison le 9 septembre 2005.                    |
| Caroline Grills (en) ♀      | 1947-1953 | 4        | 15 octobre 1953  | Peine de mort                 | Peine commuée en perpétuité. Morte en prison le 6 octobre 1960. |
| Matthew James Harris        | 1998      | 3        | 7 avril 2000     | Perpétuité                    |                                                                 |
| John Lynch (en)             | 1836-1841 | 10       | 21 mars 1842     | Peine de mort                 | Exécuté par pendaison le 22 avril 1842.                         |
| William MacDonald           | 1961-1963 | 5        | 1963             | Perpétuité                    | Mort en prison le 12 mai 2015.                                  |
| Ivan Milat                  | 1989-1993 | 7        | 27 juillet 1996  | Perpétuité                    | Mort en prison le 27 octobre 2019.                              |

## Autriche
| Nom                                                              | Période   | Victimes  | Condamnation        | Peine                                                         | Notes                                                                                            |
| ---------------------------------------------------------------- | --------- | --------- | ------------------- | ------------------------------------------------------------- | ------------------------------------------------------------------------------------------------ |
| Elfriede Blauensteiner (en) ♀                                    | 1981-1995 | 3 à 10+   | 7 mars 1997         | Perpétuité                                                    | Mort en prison le 18 novembre 2003.                                                              |
| Jack Unterweger                                                  | 1975-1992 | 10 à 12   | 1974 / 29 juin 1994 | Perpétuité                                                    | Libéré une première fois en 1990, il se suicide le 29 juin 1994 après une nouvelle condamnation. |
| Maria Gruber, Irene Leidolf, Stephanija Meyer et Waltraud Wagner | 1983-1989 | 49 à 200+ | 1991                | Perpétuité (Wagner et Leidolf) 15 et 20 ans (Meyer et Gruber) | Toutes ont été libérées avant 2008.                                                              |

## Belgique
| Nom                     | Période   | Victimes | Condamnation                | Peine                   | Notes |
| ----------------------- | --------- | -------- | --------------------------- | ----------------------- | --- |
| Le Dépeceur de Mons     | 1996-1997 | 5        | //                          | //                      | Son identité reste inconnue. |
| Marie Becker ♀          | 1933-1936 | 11       | 8 juillet 1938              | Peine de mort           | Peine commuée en perpétuité. Morte en prison le 11 juin 1942.                                                                                               |
| Jan Caubergh            | 1979-2003 | 2        | 1980                        | Peine de mort           | Peine commuée en perpétuité. Mort en prison le 29 novembre 2013.                                                                                            |
| Steven Daubioul         | 2005-2013 | 3        | 16 octobre 2015             | Perpétuité              | |
| Étienne Dedroog         | 2011-2011 | 3-4      | 7 novembre 2014             | Perpétuité              | Perpétuité en Belgique, plus 25 ans de prison en France, et demande d'extradition vers l'Espagne en cours en 2024.                                          |
| Marc Dutroux            | 1986-1996 | 5        | 17 juin 2004                | Perpétuité              | |
| Ronald Janssen          | 2007-2010 | 3        | 21 octobre 2011             | Perpétuité              | |
| Marie-Thérèse Joniaux ♀ | 1894-1895 | 3        | 3 février 1895              | Peine de mort           | Peine commuée en perpétuité. Morte en prison en 1923. |
| Junior Kabunda          | 2006-2009 | 3        | 20 décembre 2010            | Perpétuité plus 25 ans  | |
| András Pándy            | 1986-1989 | 6 à 14+  | 6 mars 2002                 | Perpétuité              | Mort en prison le 23 décembre 2013. |
| Nestor Pirotte          | 1954-1981 | 7        | 11 juin 1955 / 16 mars 1984 | Peine de mort           | Peine commuée en perpétuité. Mort en prison le 29 juillet 2000.                                                                                             |
| Michel Proot            | 1980-1994 | 3        | 27 septembre 1996           | Perpétuité              | |
| Michel Stockx           | 1991-1991 | 3 à 6    | 1991 puis 1992              | 20 ans de prison        | Mort en prison le 25 septembre 2001. |
| Staf Van Eyken          | 1971-1972 | 3        | 1973                        | Perpétuité              | |
| Benjamin Wisniewski     | 2014-2025 | 3        | //                          | En cours d'instruction. | Déjà condamné à 25 ans de réclusion criminelle, en 2017, pour un double meurtre, commis en 2014, il est libéré en janvier 2025 et récidive le mois suivant. |

## Biélorussie
| Nom                 | Période   | Victimes | Condamnation | Peine         | Notes                                                    |
| ------------------- | --------- | -------- | ------------ | ------------- | -------------------------------------------------------- |
| Gennady Mikhasevich | 1971-1985 | 55+      | 1986         | Peine de mort | Exécuté par un peloton d'exécution le 25 septembre 1987. |

## Brésil
| Nom                                | Période   | Victimes  | Condamnation    | Peine             | Notes |
| ---------------------------------- | --------- | --------- | --------------- | ----------------- | ----- |
| Francisco de Assis Pereira         | 1997-1998 | 11        | 1998            | 268 ans de prison |       |
| Abraão José Bueno (en)             | 2005      | 4         | 15 mai 2008     | 110 ans de prison |       |
| Pedro Rodrigues Filho              | 1968-2003 | 70 à 100+ |                 | 30 ans de prison  |       |
| Tiago Henrique Gomes da Rocha (en) | 2011-2014 | 39        | mai 2016        | 25 ans de prison  |       |
| Edson Izidoro Guimarães (en)       | 1999      | 4 à 131   | 21 février 2000 | 76 ans de prison  |       |

## Canada
| Nom                                 | Période   | Victimes | Condamnation       | Peine            | Notes                                                                        |
| ----------------------------------- | --------- | -------- | ------------------ | ---------------- | ---------------------------------------------------------------------------- |
| Le Meurtrier de la Highway of Tears | 1969-2011 | 19       |                    | //               | Son identité reste inconnue.                                                 |
| Paul Bernardo                       | 1990-1992 | 3+       | 1er septembre 1995 | Perpétuité       |                                                                              |
| Karla Homolka ♀                     | 1990-1992 | 3+       | 1994               | 12 ans de prison | Libérée le 4 juillet 2005.                                                   |
| Wayne Boden                         | 1969-1971 | 5        | 16 février 1972    | Perpétuité       | Mort en prison le 27 mars 2006.                                              |
| John Martin Crawford                | 1981-1992 | 4+       | 1996               | Perpétuité       |                                                                              |
| Léopold Dion                        | 1963      | 4        | 10 avril 1964      | Perpétuité       | Peine commuée en perpétuité. Il est tué par un codétenu le 17 novembre 1972. |
| William Fyfe                        | 1979-1999 | 9 à 22   | septembre 2001     | Perpétuité       |                                                                              |
| Keith Jesperson                     | 1990-1995 | 8        |                    | Perpétuité       |                                                                              |
| Gilbert Paul Jordan                 | 1980-1986 | 10       |                    | 15 ans de prison | Libérée en 1994. Mort en 2006.                                               |
| Allan Legere                        | 1989      | 5        |                    | Perpétuité       |                                                                              |
| Michael Wayne McGray                | 1985-1998 | 7 à 18+  |                    | Perpétuité       |                                                                              |
| Clifford Olson                      | 1980-1981 | 11       |                    | Perpétuité       |                                                                              |
| Robert Pickton                      | 1995-2002 | 6 à 49   |                    | Perpétuité       |                                                                              |
| Elizabeth Wettlaufer ♀              | 2007-2016 | 14       |                    | Perpétuité       |                                                                              |
| Peter Woodcock                      | 1956-1991 | 4        |                    | //               | Déclaré non coupable pour aliénation mentale.                                |

## Chili
| Nom          | Période   | Victimes | Condamnation | Peine         | Notes                                              |
| ------------ | --------- | -------- | ------------ | ------------- | -------------------------------------------------- |
| Émile Dubois | 1903-1906 | 4+       |              | Peine de mort | Exécuté par un peloton d'exécution le 6 mars 1907. |

## Chine
| Nom                             | Période           | Victimes | Condamnation | Peine         | Notes                                                   |
| ------------------------------- | ----------------- | -------- | ------------ | ------------- | ------------------------------------------------------- |
| Liu Pengli                      | 144-115 av. J.-C. | 100+     |              | Exil          |                                                         |
| Gao Chengyong                   | 1988-2002         | 11       |              | Peine de mort | Exécuté le 3 janvier 2019.                              |
| Yang Xinhai                     | 1999-2003         | 67       |              | Peine de mort | Exécuté par un peloton d'exécution le 14 février 2004.  |
| Huang Yong                      | 2001-2003         | 17+      |              | Peine de mort | Exécuté par un peloton d'exécution le 26 décembre 2003. |
| Shen Changyin et Shen Changping | 2003-2004         | 11       |              | Peine de mort | Exécuté par injection létale le 27 avril 2006.          |
| Gong Runbo                      | 2005-2006         | 6        |              | Peine de mort | Exécuté par un peloton d'exécution le 31 décembre 2006  |
| Shi Yuejun                      | 2006              | 12       |              | Peine de mort | Exécuté par un peloton d'exécution le 20 décembre 2006. |

## Colombie
| Nom                    | Période   | Victimes   | Condamnation | Peine            |                                          |
| ---------------------- | --------- | ---------- | ------------ | ---------------- | ---------------------------------------- |
| Daniel Camargo Barbosa | 1974-1986 | 151        |              | 16 ans de prison | Assassiné en prison en novembre 1994.    |
| Pedro Alonso López     | 1978-1998 | 310+       |              | 20 ans de prison |                                          |
| Luis Garavito          | 1992-1999 | 147 à 300+ |              | Perpétuité       | Mort de leucémie en prison le 12/10/2023 |

## Corée du Sud
| Nom               | Période   | Victimes | Condamnation | Peine               | Notes                        |
| ----------------- | --------- | -------- | ------------ | ------------------- | ---------------------------- |
| Lee Chun-jae (en) | 1986-1994 | 45+      |              | Prison à perpétuité |                              |
| Yoo Young-chul    | 2003-2004 | 20+      |              | Peine de mort       | Exécuté par injection létale |
| Kang Ho-soon      | 2006-2008 | 7        |              | Prison à perpétuité |                              |

## Danemark
| Criminel                 | Période   | Victimes | Condamnation | Peine               | Notes                          |
| ------------------------ | --------- | -------- | ------------ | ------------------- | ------------------------------ |
| Dagmar Overbye ♀         | 1913-1920 | 25       |              | Prison à perpétuité | Morte en prison le 6 mai 1929. |
| Christina Aistrup Hansen | 2012-2015 | 4        |              | 12 ans de prison    |                                |

## Égypte
| Criminel       | Période    | Victimes | Condamnation | Peine         | Notes                                        |
| -------------- | ---------- | -------- | ------------ | ------------- | -------------------------------------------- |
| Raya et Sakina | XXe siècle | 17       |              | Peine de mort | Exécutées par pendaison le 21 décembre 1921. |

## Équateur
| Criminel        | Période   | Victimes | Condamnation | Peine            | Notes |
| --------------- | --------- | -------- | ------------ | ---------------- | ----- |
| Gilberto Chamba | 1988-2004 | 9        |              | 45 ans de prison |       |

## Espagne
| Criminel                    | Période   | Victimes | Condamnation | Peine             | Notes                                     |
| --------------------------- | --------- | -------- | ------------ | ----------------- | ----------------------------------------- |
| Manuel Blanco Romasanta     | 1844-1852 | 9-20+    |              | Peine de mort     | Peine commuée en prison en vie.           |
| Diogo Alves                 | 1836-1840 | 10+      |              | Peine de mort     | Exécuté par pendaison le 19 février 1841. |
| Enriqueta Martí             | 1909-1912 | 12+      |              | //                | Assassinée en prison le 12 mai 1913.      |
| Manuel Delgado Villegas     | 1964-1971 | 7-48     |              | Perpétuité        | Interné en hôpital psychiatrique.         |
| Francisco Garcia Escalero   | 1987-1994 | 11       |              | Perpétuité        | Interné en hôpital psychiatrique.         |
| Jose Antonio Rodriguez Vega | 1987-1988 | 16       |              | 440 ans de prison | Assasiné en prison le 24 octobre 2002.    |
| Francisca Ballesteros (en)  | 1990-2004 | 3        |              | 84 ans de prison  |                                           |
| Alfredo Galan Sotillo       | 2003      | 6        |              | 142 ans de prison |                                           |

## Estonie
| Criminel        | Période   | Victimes | Condamnation | Peine           | Notes                  |
| --------------- | --------- | -------- | ------------ | --------------- | ---------------------- |
| Aleksandr Rubel | 1997-1998 | 6        |              | 8 ans de prison | Libéré le 8 juin 2006. |

## Eswatini
| Criminel                  | Période   | Victimes | Condamnation | Peine         | Notes                        |
| ------------------------- | --------- | -------- | ------------ | ------------- | ---------------------------- |
| David Thabo Simelane (en) | 2000-2001 | 28+      |              | Peine de mort | En attente de son exécution. |

## États-Unis
| Criminel                           | Période   | Victimes         | Condamnation                 | Peine                                  | Notes                                                                              |
| ---------------------------------- | --------- | ---------------- | ---------------------------- | -------------------------------------- | ---------------------------------------------------------------------------------- |
| Lizzie Halliday ♀                  | 1881-1906 | 1-3              | 21 juin 1894                 | Peine de mort                          | Morte en asile psychiatrique le 28 juin 1918.                                      |
| Herman Webster Mudgett             | 1891-1894 | 27-100+          | 1er octobre 1895             | Peine de mort                          | Exécuté par pendaison le 7 mai 1896.                                               |
| Jane Toppan ♀                      | 1895-1901 | 12-100           | 23 juin 1902                 | Internement psychiatrique à perpétuité | Morte en asile psychiatrique le 17 août 1938.                                      |
| Amy Archer-Gilligan ♀              | 1907-1917 | 5-48             | 18 juin 1917                 | Peine de mort                          | Morte en asile psychiatrique le 23 avril 1962 après 45 ans d'internement.          |
| Earle Nelson                       | 1926-1927 | 22-29            | 5 novembre 1927              | Peine de mort                          | Exécuté par pendaison le 13 janvier 1928.                                          |
| Carl Panzram                       | 1899-1929 | 5-100            | 1929                         | Peine de mort                          | Exécuté par pendaison le 5 septembre 1930.                                         |
| Gordon Northcott                   | 1926-1928 | 3-9              | 13 février 1929              | Peine de mort                          | Exécuté par pendaison le 2 octobre 1930.                                           |
| Albert Fish                        | 1924-1932 | 3-9              | 11 mars 1935                 | Peine de mort                          | Exécuté par électrocution le 16 janvier 1936.                                      |
| Joe Ball                           | 1936-1938 | 5-20             | //                           | //                                     | Se suicide avant son arrestation.                                                  |
| William Heirens                    | 1945-1946 | 3                | 5 septembre 1946             | Perpétuité incompressible              | Mort en prison le 5 mars 2012.                                                     |
| Jake Bird                          | 1930-1947 | 13-46            | 26 novembre 1947             | Peine de mort                          | Exécuté par pendaison le 15 juillet 1949.                                          |
| Nancy Hazel ♀                      | 1927-1954 | 11               | 17 mai 1955                  | Perpétuité incompressible              | Morte en prison le 2 juin 1965.                                                    |
| Edward Gein                        | 1947-1957 | 2-9              | 21 novembre 1957             | Internement psychiatrique à perpétuité | Mort en asile psychiatrique le 26 juillet 1984.                                    |
| Harvey Carignan                    | 1949-1974 | 3 (+2 ?) + viols | 9 février 1976               | Prison à vie                           | Mort en prison le 6 mars 2023 à presque 96 ans.                                    |
| Harvey Glatman                     | 1957-1958 | 3-4              | 15 décembre 1958             | Peine de mort                          | Exécuté par chambre à gaz 18 septembre 1959.                                       |
| Sharon Kinne ♀                     | 1960-1960 | 3                | 1964                         | Perpétuité incompressible              | En fuite depuis le 7 décembre 1969.                                                |
| Albert DeSalvo                     | 1962-1964 | 13               | 1967                         | Perpétuité incompressible              | Assassiné en prison le 25 novembre 1973.                                           |
| Tony Costa                         | 1968-1969 | 4 à 8            | 12 juin 1969                 | Perpétuité incompressible              | Se suicide en prison le 12 mai 1974.                                               |
| Charles Manson                     | 1969-1969 | 2-9              | 29 mars 1971                 | Peine de mort                          | Mort en prison le 19 novembre 2017.                                                |
| Juan Corona                        | 1971-1971 | 25               | 18 janvier 1973              | Perpétuité incompressible              | Mort en prison le 4 mars 2019.                                                     |
| Gerard Schaefer                    | 1972-1972 | 2 à 28           | 3 octobre 1973               | Perpétuité incompressible              | Assassiné en prison le 3 décembre 1995.                                            |
| Edmund Kemper                      | 1964-1973 | 10               | 8 novembre 1973              | Perpétuité incompressible              |                                                                                    |
| Herbert Mullin                     | 1972-1973 | 13               | 11 décembre 1973             | Perpétuité incompressible              | Mort en prison le 18 août 2022.                                                    |
| Bernard Giles                      | 1973-1973 | 5                | 13 août 1974                 | Perpétuité incompressible              |                                                                                    |
| David Meirhofer                    | 1967-1974 | 4                | -                            | -                                      | Se suicide le 29 septembre 1974 avant son procès.                                  |
| Donald Gaskins                     | 1953-1982 | 15-110           | 28 mai 1976                  | Peine de mort                          | Exécuté par électrocution le 6 septembre 1991.                                     |
| Montie Rissell                     | 1976-1977 | 5                | 11 octobre 1977              | Perpétuité avec 18 ans de sûreté       |                                                                                    |
| Patrick Kearney                    | 1962-1977 | 21-43            | 21 décembre 1977             | Perpétuité incompressible              |                                                                                    |
| David Berkowitz                    | 1976-1977 | 6                | 12 juin 1978                 | Perpétuité avec 25 ans de sûreté       |                                                                                    |
| William Hance                      | 1977-1978 | 4                | 1er décembre 1978            | Peine de mort                          | Exécuté par électrocution le 31 mars 1994.                                         |
| Velma Barfield ♀                   | 1969-1978 | 6                | 2 décembre 1978              | Peine de mort                          | Exécutée par injection létale le 2 novembre 1984.                                  |
| Richard Chase                      | 1977-1978 | 6                | 8 mai 1979                   | Peine de mort                          | Se suicide en prison le 26 décembre 1980.                                          |
| Theodore Bundy                     | 1974-1978 | 20-36            | 24 juillet 1979              | Peine de mort                          | Exécuté par électrocution le 24 janvier 1989.                                      |
| Rodney Alcala                      | 1968-1979 | 9                | 1980                         | Peine de mort                          | Mort en prison le 24 juillet 2021.                                                 |
| John Gacy                          | 1972-1978 | 33               | 13 mars 1980                 | Peine de mort                          | Exécuté par injection létale le 10 mai 1994.                                       |
| Glennon Engleman                   | 1958-1980 | 5 à 7            | 25 septembre 1980            | Perpétuité incompressible              | Mort en prison le 3 mars 1999.                                                     |
| Joseph Franklin                    | 1977-1980 | 8 à 20           | 23 mars 1981                 | Peine de mort                          | Exécuté par injection létale le 20 novembre 2013.                                  |
| Carroll Cole                       | 1947-1980 | 16 à 35          | 9 avril 1981                 | Peine de mort                          | Exécuté par injection létale le 6 décembre 1985.                                   |
| Richard Cottingham                 | 1967-1980 | 8 à 12           | 1er mai 1981                 | Perpétuité avec 75 ans de sûreté       |                                                                                    |
| Randall Woodfield                  | 1980-1981 | 1 à 44           | 26 juin 1981                 | Perpétuité incompressible              |                                                                                    |
| Wayne Williams                     | 1981-1981 | 2 à 30           | 27 février 1982              | Perpétuité incompressible              |                                                                                    |
| William Bonin                      | 1979-1980 | 21 à 36          | 12 mars 1982                 | Peine de mort                          | Exécuté par injection létale le 23 février 1996.                                   |
| Richard Biegenwald                 | 1958-1983 | 6 à 8            | 1983                         | Peine de mort                          | Mort en prison le 10 mars 2008.                                                    |
| Robert Hansen                      | 1971-1983 | 17 à 21          | 1983                         | 461 ans de prison                      | Mort en prison le 21 août 2014.                                                    |
| Gerald Stano                       | 1969-1980 | 22 à 41          | 2 décembre 1983              | Peine de mort                          | Exécuté par électrocution le 23 mars 1998.                                         |
| Arthur Bishop                      | 1979-1983 | 5                | 19 mars 1984                 | Peine de mort                          | Exécuté par injection létale le 10 juin 1988.                                      |
| Christopher Wilder                 | 1984-1984 | 8                | -                            | -                                      | Tué par les forces de l'ordre le 13 avril 1984 avant d'être arrêté.                |
| Judy Buenoano                      | 1971-1983 | 3                | 6 juin 1984                  | Peine de mort                          | Exécutée par électrocution le 30 mars 1998.                                        |
| Charles Hatcher                    | 1961-1982 | 16               | 3 décembre 1984              | Perpétuité avec 50 ans de sûreté       | Se suicide en prison le 7 décembre 1984.                                           |
| Joseph Christopher                 | 1980-1981 | 12               | 14 novembre 1985             | Perpétuité incompressible              | Mort en prison le 1 mars 1993.                                                     |
| Alton Coleman                      | 1984-1984 | 8                | 1985                         | Peine de mort                          | Exécuté par injection létale le 26 avril 2002.                                     |
| Debra Brown ♀                      | 1984-1984 | 8                | 1985                         | Peine de mort                          |                                                                                    |
| John Joubert                       | 1982-1983 | 3                | 10 janvier 1986              | Peine de mort                          | Exécuté par électrocution le 17 juillet 1996.                                      |
| Bobby Long                         | 1984-1984 | 10               | 25 juillet 1986              | Peine de mort                          | Exécuté par injection létale le 23 mai 2019.                                       |
| Larry Eyler                        | 1982-1984 | 21 à 24          | 3 octobre 1986               | Peine de mort                          | Mort en prison le 6 mars 1994.                                                     |
| Donald Harvey                      | 1970-1987 | 37 à 87          | 19 août 1987                 | Perpétuité incompressible              | Mort en prison le 30 mars 2017.                                                    |
| David Carpenter                    | 1979-1981 | 8 à 10           | 10 mai 1988                  | Peine de mort                          |                                                                                    |
| Howard Allen                       | 1974-1987 | 3                | 11 juin 1988                 | Peine de mort                          | Mort en prison le 5 juin 2020.                                                     |
| William Bradford                   | 1984-1984 | 2 à 28           | 1er juillet 1988             | Peine de mort                          | Mort en prison le 10 mars 2008.                                                    |
| Michael Lockhart                   | 1987-1988 | 3                | 26 octobre 1988              | Peine de mort                          | Exécuté par injection létale le 9 décembre 1997.                                   |
| Robert Berdella                    | 1984-1988 | 6                | 19 décembre 1988             | Perpétuité incompresible               | Mort en prison le 8 octobre 1992.                                                  |
| Richard Ramirez                    | 1984-1985 | 15               | 7 novembre 1989              | Peine de mort                          | Mort en prison le 7 juin 2013.                                                     |
| Randy Kraft                        | 1971-1983 | 16 à 67          | 29 novembre 1989             | Peine de mort                          |                                                                                    |
| Westley Dodd                       | 1989-1989 | 3                | 1990                         | Peine de mort                          | Exécuté par pendaison le 5 janvier 1993.                                           |
| Richard Angelo                     | 1987-1987 | 8                | 25 janvier 1990              | Perpétuité avec 61 ans de sûreté       |                                                                                    |
| Charles Albright                   | 1990-1991 | 1 à 3            | 18 décembre 1991             | Perpétuité incompressible              | Mort en prison le 22 août 2020.                                                    |
| Aileen Wuornos                     | 1989-1990 | 7                | 31 janvier 1992              | Peine de mort                          | Exécutée par injection létale le 9 octobre 2002.                                   |
| Donald Leroy Evans                 | 1985-1991 | 3+               | 1992                         | Peine de mort                          | Poignardé à mort en 1999 par un autre prisonnier.                                  |
| Jeffrey Dahmer                     | 1978-1991 | 17               | 1er mai 1992                 | Perpétuité incompressible              | Battu à mort le 28 novembre 1994 par un autre prisonnier.                          |
| Kenneth McDuff                     | 1966-1992 | 9 à 14           | 18 février 1993              | Peine de mort                          | Exécuté par injection létale le 17 novembre 1998.                                  |
| Nathaniel White                    | 1991-1992 | 6                | 14 avril 1993                | Perpétuité avec 150 ans de sûreté      |                                                                                    |
| Hadden Clark                       | 1986-1992 | 2 à 3            | 1er juin 1993                | 70 ans de prison.                      |                                                                                    |
| Joel Rifkin                        | 1989-1993 | 9 à 17           | 1994                         | Perpétuité avec 203 ans de sûreté      |                                                                                    |
| Robert Rhoades                     | 1975-1990 | 3 à 50           | 1994                         | Perpétuité incompressible              |                                                                                    |
| Benjamin Atkins                    | 1991-1992 | 11               | 11 mai 1994                  | Perpétuité incompressible              | Mort en prison le 17 septembre 1997.                                               |
| Cesar Barone                       | 1991-1993 | 4                | 30 janvier 1995              | Peine de mort                          | Mort en prison le 24 décembre 2009.                                                |
| William Suff                       | 1974-1992 | 13               | 26 octobre 1995              | Peine de mort                          |                                                                                    |
| Herbert Baumeister                 | 1980-1996 | 11 à 23          | -                            | -                                      | Se suicide le 3 juillet 1996 avant d'être arrêté.                                  |
| Joe Metheny                        | 1976-1996 | 5 à 13           | 1997                         | Peine de mort                          | Mort en prison le 5 août 2017.                                                     |
| Andrew Cunanan                     | 1997-1997 | 5                | -                            | -                                      | Se suicide le 23 juillet 1997 avant d'être arrêté.                                 |
| Gary Bowles                        | 1994-1994 | 6                | 6 août 1997                  | Peine de mort                          | Exécuté par injection létale le 22 août 2019.                                      |
| Gerald Parker                      | 1978-1979 | 6                | 22 janvier 1999              | Peine de mort                          |                                                                                    |
| Michael Swango                     | 1981-1997 | 4 à 60           | 6 septembre 2000             | Perpétuité incompressible              |                                                                                    |
| John Armstrong                     | 1992-1999 | 5 à 11           | 18 juin 2001                 | Perpétuité incompressible              |                                                                                    |
| Cary Stayner                       | 1999-1999 | 4                | 27 août 2002                 | Peine de mort                          |                                                                                    |
| Franklin Floyd                     | 1975-1989 | 1 à 3            | 22 novembre 2002             | Peine de mort                          |                                                                                    |
| Gary Ridgway                       | 1982-1998 | 49 à 90          | 18 décembre 2003             | Perpétuité incompressible              |                                                                                    |
| Derrick Lee                        | 1992-2003 | 7                | 14 octobre 2004              | Peine de mort                          | Mort en prison le 21 janvier 2016.                                                 |
| Carl Watts                         | 1974-1982 | 14 à 100         | 7 décembre 2004              | Perpétuité incompressible              | Mort en prison le 21 septembre 2007.                                               |
| Dennis Rader                       | 1974-1991 | 10               | 18 août 2005                 | Perpétuité avec 175 ans de sûreté      |                                                                                    |
| Charles Cullen                     | 1988-2003 | 29 à 400         | 2 mars 2006                  | Perpétuité avec 385 ans de sûreté      |                                                                                    |
| Joseph Duncan                      | 1978-2005 | 5 à 8            | 16 octobre 2006              | Peine de mort                          | Mort en prison le 28 mars 2021.                                                    |
| Paul Durousseau                    | 1997-2003 | 7                | 13 décembre 2007             | Peine de mort                          |                                                                                    |
| Ronald Dominique                   | 1997-2006 | 23               | 24 septembre 2008            | Perpétuité incompressible              |                                                                                    |
| Edward Edwards                     | 1977-1996 | 5 à 15           | 8 mars 2011                  | Peine de mort                          | Mort en prison le 7 avril 2011.                                                    |
| John Thomas                        | 1972-1986 | 7 à 15           | 1er avril 2011               | Perpétuité incompressible              |                                                                                    |
| Samuel Little                      | 1970-2005 | 60 à 93          | 25 septembre 2014            | Perpétuité incompressible              | Mort en prison le 30 décembre 2020.                                                |
| Michael Madison (en)               | 2012-2013 | 3                | 2 juin 2016                  | Peine de mort                          |                                                                                    |
| Lonnie Franklin                    | 1984-2007 | 10 à 25          | 6 juin 2016                  | Peine de mort                          | Mort en prison le 28 mars 2020.                                                    |
| Todd Kohlhepp                      | 2013-2016 | 7                | 26 mai 2017                  | Perpétuité incompressible              |                                                                                    |
| William Devin Howell (en)          | 2003      | 7                | 17 novembre 2017             | Perpétuité avec 360 ans de sûreté      |                                                                                    |
| Joseph DeAngelo                    | 1974-1986 | 13               | 21 août 2020                 | Perpétuité incompressible              |                                                                                    |
| Kenneth Bianchi                    | 1977-1979 | 10+              | 1984                         | Perpétuité incompressible              |                                                                                    |
| Angelo Buono Jr.                   | 1977-1979 | 10+              | 1984                         | Perpétuité incompressible              | Mort en prison le 21 septembre 2002.                                               |
| Lawrence Bittaker                  | 1979      | 5                | 17 février 1981              | Peine de mort                          | Mort en prison le 13 décembre 2019                                                 |
| Roy Norris                         | 1979      | 5                | 17 février 1981              | Perpétuité avec 30 ans de sureté       | Mort en prison le 26 février 2020.                                                 |
| Cleveland Torso Murderer           | 1934-1938 | 13               |                              |                                        | Son identité reste inconnue.                                                       |
| Jerry Brudos                       | 1968-1969 | 4+               | 1969                         | Perpétuité incompressible              | Mort d'un cancer en prison le 28 mars 2006.                                        |
| Carol Bundy ♀                      | 1980      | 6                | 1983                         | Perpétuité incompressible              | Morte en prison le 9 décembre 2003.                                                |
| Douglas Clark                      | 1980      | 6                | 1983                         | Peine de mort                          | Mort en prison le 11 octobre 2023.                                                 |
| Faye Copeland ♀                    | 1986-1989 | 5                | mars 1991                    | Peine de mort                          | Peine commuée en prison à perpétuité. Mort en prison le 23 décembre 2003.          |
| Ray Copeland                       | 1986-1989 | 5                | mars 1991                    | Peine de mort                          | Mort en prison le 19 octobre 1993.                                                 |
| Dean Corll                         | 1970-1973 | 28               | //                           | //                                     | Tué par son complice Henley le 8 août 1973.                                        |
| Wayne Henley                       | 1970-1973 | 6                | 16 juillet 1974              | Perpétuité incompressible              |                                                                                    |
| Raymond Fernandez et Martha Beck ♀ | 1947-1949 | 20               | 1950                         | Peine de mort                          | Exécuté sur la chaise électrique le 8 mars 1951.                                   |
| Lavinia Fisher ♀                   | 1810-1820 | ?                |                              | Peine de mort                          | Exécuté par pendaison le 18 février 1820.                                          |
| Charlene Gallego ♀                 | 1978-1980 | 10               |                              | 16 ans et 8 mois de prison             | Libérée en juillet 1997.                                                           |
| Gerald Gallego                     | 1978-1980 | 10               | 1983                         | Peine de mort                          | Mort en prison le 18 juillet 2002.                                                 |
| Genene Jones ♀                     | 1980-1982 | 11 à 46          | 1985                         | Perpétuité incompressible              |                                                                                    |
| Leonard Lake                       | 1983-1985 | 11 à 25          |                              |                                        | S'est suicidé en avalant une capsule de cyanure lors de son arrestation.           |
| Charles Ng                         | 1983-1985 | 11 à 25          | 11 février 1999              | Peine de mort                          | Peine commuée en prison à perpétuité incompressible                                |
| Delphine Lalaurie                  | 1831-1834 | Inconnu          |                              |                                        | S'est enfuie en France avant son arrestation.                                      |
| Henry Lee Lucas                    | 1960-1982 | 3 à 600          | 22 mars 1960 / 13 avril 1984 | Peine de mort                          | Peine commuée en prison à perpétuité en juin 1998. Mort en prison le 12 mars 2001. |
| Ottis Toole                        | 1976-1983 | 6 à 100          | 1984                         | Peine de mort                          | Peine commuée en prison à perpétuité. Mort en prison le 15 septembre 1996.         |
| John Allen Muhammad                | 2002      | 10               | 10 mars 2004                 | Peine de mort                          | Exécuté par injection létale le 10 novembre 2009.                                  |
| Lee Boyd Malvo                     | 2002      | 10               | 10 mars 2004                 | Perpétuité                             |                                                                                    |
| Dorothea Puente                    | 1980-1988 | 9 à 15           | octobre 1993                 | Perpétuité incompressible              | Morte en prison le 27 mars 2011.                                                   |
| David Parker Ray                   | 1957-1999 | 60+              | 2001                         | 224 ans de prison                      | Mort en prison le 28 mai 2002.                                                     |
| Ángel Maturino Reséndiz            | 1986-1999 | 15               | 2000                         | Peine de mort                          | Exécuté par injection létale le 27 juin 2006.                                      |
| Harvey Robinson                    | 1992-1993 | 3                | novembre 1994                | Peine de mort                          | En attente de son exécution.                                                       |
| Danny Rolling                      | 1989-1990 | 8                | 20 avril 1994                | Peine de mort                          | Exécuté par injection létale le 25 octobre 2006.                                   |
| Tueur du Zodiaque                  | 1968-1969 | 5 à 37           |                              |                                        | Son identité reste inconnue.                                                       |
| Tommy Lynn Sells                   | 1985-1999 | 70+              | 2000                         | Peine de mort                          | Exécuté par injection létale le 3 avril 2014.                                      |
| Arthur Shawcross                   | 1972-1989 | 14               | novembre 1990                | Perpétuité incompressible              | Mort en prison le 10 novembre 2008.                                                |
| Loren Herzog                       | 1984-1999 | 4 à 19           | 2001                         | 78 ans de prison                       | Libéré en septembre 2010 et se suicide en janvier 2012.                            |
| Wesley Shermantine                 | 1984-1999 | 4 à 19           | 2001                         | Peine de mort                          | En attente de son exécution.                                                       |
| Anthony Allen Shore                | 1986-1995 | 4+               | 15 novembre 2004             | Peine de mort                          | Exécuté par injection létale le 18 janvier 2018.                                   |
| Charles Starkweather               | 1957-1958 | 11               | 1959                         | Peine de mort                          | Exécuté sur la chaise électrique le 25 juin 1959.                                  |
| Caril Ann Fugate ♀                 | 1957-1958 | 11               | 1959                         | Perpétuité                             | Libérée en 1976.                                                                   |
| Michael Swango                     | 1981-1997 | 4 à 60           | 6 septembre 2000             | Perpétuité incompressible              |                                                                                    |
| Maury Travis                       | 2000-2002 | 12 à 17+         |                              |                                        | S'est suicidé en détention avant son procès.                                       |

Note : En 1970, le FBI estimait entre 10 et 50 le nombre de tueurs en série aux États-Unis ; aujourd'hui le nombre est estimé à plus de 500,,.

## Finlande
| Criminel                 | Période   | Victimes | Condamnation | Peine         | Notes                                      |
| ------------------------ | --------- | -------- | ------------ | ------------- | ------------------------------------------ |
| Juhani Aataminpoika (fi) | 1849      | 12       | 1850         | Peine de mort | Peine commuée en prison à perpétuité.      |
| Matti Haapoja            | 1867-1890 | 3        | fin 1890     | Perpétuité    | S'est suicidé en prison le 8 janvier 1895. |
| Antti Taskinen           | 1996-2005 | 3+       | 31 mai 2006  | Perpétuité    |                                            |

## France
| Criminel                                                  | Période   | Victimes | Condamnation     | Peine                                                                                                 | Notes |  |
| --------------------------------------------------------- | --------- | -------- | ---------------- | --- | --- |  |
| Gilles de Rais                                            | 1432-1440 | 400+     | 25 octobre 1440  | Peine de mort                                                                                         | La nature exacte et le nombre de ses crimes divisent aujourd'hui les historiens. Il fut pendu en 1440.                                                                                                  |  |
| Pierre Burgot                                             | 1521-1521 | 3        | 1521             | Peine de mort                                                                                         | Se disaient loup-garou. Cannibales condamnés pour sorcellerie et exécutés en 1521. |  |
| Michel Verdun                                             | 1521-1521 | 3        | 1521             | Peine de mort                                                                                         | Se disaient loup-garou. Cannibales condamnés pour sorcellerie et exécutés en 1521. |  |
| Gilles Garnier                                            | 1572-1573 | 4        | 1574             | Peine de mort                                                                                         | L'« ermite de Saint-Bonnot » ou le « loup-garou de Dole », condamné au bûcher. |  |
| Marie-Madeleine Dreux d'Aubray, marquise de Brinvilliers♀ | 1666-1670 | 3        | 17 juillet 1676  | Peine de mort                                                                                         | Exécutée par décapitation. |  |
| Catherine Deshayes ♀                                      | 1660-1679 | 2500+    | 12 mars 1679     | Peine de mort                                                                                         | Condamnée à mort et brûlée vive. |  |
| Hélène Jégado ♀                                           | 1833-1851 | 3 à 36   | 14 décembre 1851 | Peine de mort                                                                                         | Exécutée par décapitation le 26 février 1852. |  |
| Martin Dumollard                                          | 1855-1861 | 3        | 1er février 1862 | Peine de mort                                                                                         | Exécuté par décapitation le 8 mars 1862. |  |
| Louis-Joseph Philippe                                     | 1864-1866 | 4        | 1866             | Peine de mort                                                                                         | A été guillotiné le 24 juillet 1866. |  |
| Jean Dauga                                                | 1869-1889 | 4 à 10   | 26 novembre 1889 | Peine de mort                                                                                         | Exécuté par décapitation le 23 janvier 1890. |  |
| Eusebius Pieydagnelle                                     | 1871-1871 | 7        | 1871             | ? | ? |  |
| Albert Pel                                                | 1872-1884 | 1 à 5    | 14 août 1885     | Travaux forcées à perpétuité.                                                                         | Meurt au bagne le 9 juin 1924. |  |
| Victor Prévost                                            | 1876-1879 | 2 à 4    | 8 décembre 1879  | Peine de mort                                                                                         | Exécuté par décapitation le 19 janvier 1880. |  |
| Joseph Vacher                                             | 1894-1897 | 11 à 27  | 28 octobre 1898  | Peine de mort                                                                                         | Exécuté par décapitation le 31 décembre 1898. |  |
| Théophile Leclerc                                         | 1899-1902 | 5        | 29 janvier 1903  | Peine de mort                                                                                         | Exécuté par décapitation le 9 avril 1903. |  |
| Rachel Galtier                                            | 1902-1903 | 3        | ?                | ? | ? |  |
| Jeanne Weber ♀                                            | 1905-1908 | 10       | aucune           | aucune                                                                                                | Déclarée irresponsable pénalement. |  |
| Henri Désiré Landru                                       | 1915-1919 | 11       | 30 novembre 1921 | Peine de mort                                                                                         | Exécuté par décapitation le 25 février 1922. |  |
| Pierre Laget                                              | 1922-1929 | 1 à 3    | 9 juin 1931      | 20 ans de travaux forcés                                                                              | Se suicide le 1er septembre 1944. |  |
| Antoinette Sierri ♀                                       | 1924-1926 | 12       | 27 avril 1926    | Peine de mort puis Perpétuité                                                                         | Elle a été reconnue coupable d'avoir empoisonné douze personnes avec l'herbicide pyralion. Elle a avoué et a été condamnée à mort. Sa peine a été commuée en perpétuité et elle est morte en prison.    |  |
| Georges-Alexandre Sarrejani (Sarret)                      | 1925-1930 | 3 à 5    | 31 octobre 1933  | Peine de mort                                                                                         | Exécuté par décapitation le 10 avril 1934. |  |
| Bernard Pesquet                                           | 1941-1976 | 6        | 25 juin 1982     | Perpétuité                                                                                            | Meurt en prison le 10 mai 2009. |  |
| Marcel Petiot                                             | 1942-1944 | 27 à 63  | 4 avril 1946     | Peine de mort                                                                                         | Exécuté par décapitation le 25 mai 1946. |  |
| Madeleine Mouton ♀                                        | 1942-1943 | 7        | 1948             | Peine de mort                                                                                         | Unique femme condamnée à mort et exécutée en 1948 en Algérie française. |  |
| Michel Sydor                                              | 1950-1993 | 3        | 15 juin 1995     | Perpétuité                                                                                            | Meurt en prison le 1er novembre 2014, après 21 ans de détention. |  |
| Albert Millet                                             | 1954-2007 | 3        | //               | // | Se suicide le 19 novembre 2007, avant son procès. |  |
| Maurice Gateaux                                           | 1956-1967 | 3        | 2 février 1968   | Perpétuité                                                                                            | Libéré en juillet 2016, il meurt le 17 mai 2019. |  |
| Tommy Recco                                               | 1959-1980 | 7 à 10   | 14 juin 1983     | Perpétuité                                                                                            | |  |
| André Pauletto                                            | 1960-1977 | 3        | 21 mai 1981      | Peine de mort                                                                                         | Meurt en prison le 13 novembre 2016. |  |
| Saïb Hachani                                              | 1962-1963 | 3        | 29 octobre 1965  | Peine de mort                                                                                         | Exécuté par décapitation le 22 mars 1966. |  |
| Charles Sobhraj                                           | 1963-1976 | 18 à 30  | 12 août 2004     | Perpétuité                                                                                            | Libéré le 23 décembre 2022. |  |
| Claude Buffet                                             | 1967-1971 | 3        | 29 juin 1972     | Peine de mort                                                                                         | Exécuté par décapitation, le 28 novembre 1972. |  |
| Marcel Barbeault                                          | 1969-1976 | 8        | 10 juin 1981     | Perpétuité                                                                                            | |  |
| Émile Louis                                               | 1970-1986 | 7 à 12   | 25 novembre 2004 | Perpétuité                                                                                            | Meurt en prison le 20 octobre 2013. |  |
| Patrick Tissier                                           | 1971-1993 | 3        | 30 janvier 1998  | Perpétuité                                                                                            | |  |
| Jean-Claude Bonnal                                        | 1973-2001 | 7        | 1er février 2006 | Perpétuité                                                                                            | |  |
| Joël Matencio                                             | 1974-1976 | 3 à 4    | 31 octobre 1981  | Perpétuité                                                                                            | Libéré le 14 décembre 2001 après 25 ans de détention. Il est mort le 24 janvier 2022. |  |
| Pierre Chanal                                             | 1975-1988 | 8 à 17   | //               | // | Se suicide le 15 octobre 2003, avant son procès. |  |
| Michel Mexis                                              | 1977-1978 | 3        | //               | // | Déclaré irresponsable de ses actes pour cause psychiatrique. |  |
| Charles Cretello                                          | 1979-1996 | 3        | 16 avril 2004    | Perpétuité                                                                                            | Mort en prison le 22 janvier 2017, après 18 ans et demi de détention. |  |
| Jacques Fruminet                                          | 1980-1998 | 3        | 14 décembre 2001 | Perpétuité                                                                                            | Meurt en prison le 7 juin 2014. |  |
| Raymond Bammy                                             | 1981-1987 | 3        | 17 février 1993  | Perpétuité                                                                                            | |  |
| Nadir Sedrati                                             | 1982-1999 | 3 à 5    | 3 mai 2002       | Perpétuité                                                                                            | |  |
| Michel Lambin                                             | 1983-2004 | 10       | 23 avril 2021    | Perpétuité                                                                                            | |  |
| Jacques Maire                                             | 1983-1987 | 1 à 3    | //               | Acquitté                                                                                              | Acquitté le 17 octobre 2008, mais identifié, le 29 janvier 2014, par la présence de son ADN sur le pantalon d'une victime, il ne peut être poursuivi pour ces mêmes faits et meurt le 21 janvier 2018,. |  |
| Lionel Cardon                                             | 1983-1983 | 3        | 14 décembre 1986 | Perpétuité                                                                                            | Libéré en octobre 2012, il est ré-incarcéré, en octobre 2015, à la suite de deux braquages. |  |
| Jean-Thierry Mathurin                                     | 1984-1984 | 8        | 20 décembre 1991 | Perpétuité                                                                                            | Placé en semi-liberté, le 26 janvier 2009, il est libéré le 26 janvier 2012. |  |
| Thierry Paulin                                            | 1984-1987 | 18 à 27  | //               | // | Meurt le 16 avril 1989, avant son procès. |  |
| Francis Heaulme                                           | 1984-1992 | 11 à 13  | 29 janvier 1994  | Perpétuité                                                                                            | |  |
| Denis Waxin                                               | 1985-1992 | 3        | 7 novembre 2003  | Perpétuité                                                                                            | |  |
| Franck Siegler                                            | 1986-2017 | 3        | 2 avril 2021     | Perpétuité                                                                                            | |  |
| François Vérove                                           | 1986-1990 | 4 à 6    | //               | // | Se suicide le 29 septembre 2021, avant son procès. |  |
| Jean-Michel Jourdain                                      | 1986-1997 | 5        | 27 octobre 2000  | Perpétuité                                                                                            | |  |
| Jacques Rançon                                            | 1986-1998 | 3        | 26 mars 2018     | Perpétuité                                                                                            | |  |
| Patrice Alègre                                            | 1987-1997 | 5 à 11   | 21 février 2002  | Perpétuité                                                                                            | |  |
| Michel Fourniret                                          | 1987-2003 | 12 à 35  | 28 mai 2008      | Perpétuité                                                                                            | Meurt en prison le 10 mai 2021. |  |
| Xavier Philippe                                           | 1988-2005 | 2 à 4    | 17 juin 2010     | 30 ans de réclusion criminelle                                                                        | Libéré en février 2025, après 19 ans de détention,. |  |
| Philippe Siauve                                           | 1989-1989 | 4        | 25 avril 1991    | Perpétuité                                                                                            | |  |
| Thierry Jaouen                                            | 1989-1989 | 3        | 25 avril 1991    | Perpétuité                                                                                            | Placé en semi-liberté, en octobre 2009, il est libéré en octobre 2010. |  |
| Thierry El Borgi                                          | 1989-1989 | 3        | 25 avril 1991    | Perpétuité                                                                                            | |  |
| Dominique Cottrez ♀                                       | 1989-2000 | 8        | 2 juillet 2015   | 9 ans de réclusion criminelle                                                                         | Libérée le 3 juillet 2018. |  |
| Rémy Roy                                                  | 1990-1990 | 3        | 28 juin 1996     | Perpétuité                                                                                            | |  |
| Guy Georges                                               | 1991-1997 | 7        | 5 avril 2001     | Perpétuité                                                                                            | |  |
| Yvan Keller                                               | 1991-2001 | 23 à 157 | //               | // | Se suicide le 22 septembre 2006 avant son procès. |  |
| Vincenzo Aiutino                                          | 1991-1992 | 3        | 6 mars 1998      | Perpétuité                                                                                            | |  |
| Honoré Zanchi                                             | 1992-2009 | 4        | 28 mars 2014     | 30 ans de réclusion criminelle                                                                        | |  |
| Jacquy Haddouche                                          | 1992-2002 | 3        | 7 mai 2008       | Perpétuité                                                                                            | Meurt en prison le 23 octobre 2010. |  |
| Albert Foulcher                                           | 1993-2001 | 5        | 24 mars 2000     | Perpétuité                                                                                            | S'est suicidé en se tirant une balle alors que la police se rapprochait d'un immeuble à Béziers, le 17 janvier 2001.                                                                                    |  |
| Michel Asanovic                                           | 1993-1995 | 3        | //               | // | Se suicide le 9 septembre 1995, avant son procès. |  |
| Claude Lastennet                                          | 1993-1994 | 5        | 22 octobre 1997  | Perpétuité                                                                                            | Meurt en prison le 19 décembre 2023. |  |
| Jean-Marc Petroff                                         | 1995-1998 | 4        | 23 juin 2000     | 30 ans de réclusion criminelle avec 20 ans de sûreté                                                  | Mort en prison le 17 mars 2012. |  |
| Louis Poirson                                             | 1995-1999 | 4 à 5    | 4 février 2005   | Perpétuité                                                                                            | |  |
| Mohamed Faleh                                             | 1995-1999 | 3        | 17 novembre 2004 | Perpétuité                                                                                            | |  |
| Sylvie Horning ♀                                          | 1995-2005 | 5        | 23 octobre 2020  | 14 ans de réclusion criminelle.                                                                       | |  |
| Christine Malèvre ♀                                       | 1997-1998 | 6 à 30   | 31 janvier 2003  | 10 ans de réclusion criminelle                                                                        | Libérée en août 2007. |  |
| Alfredo Stranieri                                         | 1997-1999 | 4        | 28 février 2003  | Perpétuité                                                                                            | Mort en prison le 10 mars 2025. |  |
| Véronique Courjault ♀                                     | 1999-2003 | 3        | 18 juin 2009     | 8 ans de réclusion criminelle                                                                         | Libérée en 2013. |  |
| Jacques Plumain                                           | 1999-2000 | 2 à 4    | 12 avril 2006    | Perpétuité                                                                                            | |  |
| David Lefèvre                                             | 1999-2011 | 3        | 15 novembre 2013 | Perpétuité                                                                                            | |  |
| Sid Ahmed Rezala                                          | 1999-1999 | 3        | //               | // | Il se suicide avant son extradition et son procès. |  |
| Éric Steger                                               | 1999-2003 | 2 à 3    | 24 janvier 2014  | 19 ans de réclusion criminelle.                                                                       | |  |
| Céline Lesage ♀                                           | 2000-2007 | 6        | 18 mars 2010     | 15 ans de réclusion criminelle                                                                        | |  |
| Virginie Labrosse ♀                                       | 2001-2006 | 3        | 22 octobre 2010  | 5 ans de réclusion criminelle                                                                         | Libérée après 3 ans de détention. |  |
| Brahim Titi                                               | 2001-2001 | 6        | 4 juillet 2007   | 25 ans de réclusion criminelle                                                                        | |  |
| Poncé Gaudissard                                          | 2001-2003 | 2 à 4    | 18 mars 2011     | Perpétuité                                                                                            | Mort en prison le 19 novembre 2019. |  |
| Audrey Chabot ♀                                           | 2002-2012 | 3        | 24 juin 2016     | 13 ans de réclusion criminelle                                                                        | |  |
| Pierre Bodein                                             | 2004-2004 | 3        | 4 juillet 2007   | Perpétuité                                                                                            | |  |
| Nordahl Lelandais                                         | 2007-2017 | 2 à 28   | 11 mai 2021      | Perpétuité avec 22 ans de surêté                                                                      | |  |
| Patrick Salameh                                           | 2008-2008 | 4        | 19 mai 2016      | Perpétuité                                                                                            | |  |
| Patrice Uzan                                              | 2011-2011 | 3        | 20 mai 2016      | Perpétuité                                                                                            | |  |
| Yoni Palmier                                              | 2011-2012 | 4        | 29 mars 2017     | Perpétuité                                                                                            | |  |
| Ludivine Chambet ♀                                        | 2012-2013 | 10       | 23 mai 2017      | 25 ans de réclusion criminelle en plus d'un suivi socio-judiciaire avec dix ans d'obligation de soins | |  |
| Morgane L. ♀                                              | 2012-2020 | 3        | //               | En attente de jugement.                                                                               | |  |
| Zaki Ali Toumbou                                          | 2017-2017 | 3        | 23 octobre 2020  | Perpétuité                                                                                            | Se référer à Crimes de Montluçon |  |
| Dailami Attoumani                                         | 2017-2017 | 3        | 23 octobre 2020  | 30 ans de réclusion criminelle                                                                        | Mineur au moment des faits. |  |
| Gabriel Fortin                                            | 2021-2021 | 3        | 28 mai 2024      | Perpétuité                                                                                            | |  |
| Mattéo Farina                                             | 2023-2023 | 6 à 11   | //               | En attente de jugement.                                                                               | |  |

## Gabon
| Criminel | Période   | Victimes | Condamnation  | Peine         | Notes                                 |
| -------- | --------- | -------- | ------------- | ------------- | ------------------------------------- |
| Mba Ntem | 1979-1988 | 6        | Novembre 1989 | Peine de mort | Peine commuée en prison à perpétuité. |

## Ghana
| Criminel        | Période   | Victimes | Condamnation | Peine         | Notes |
| --------------- | --------- | -------- | ------------ | ------------- | ----- |
| Charles Quansah | 1993-2000 | 9        | février 2000 | Peine de mort |       |

## Grèce
| Criminel       | Période   | Victimes | Condamnation | Peine                            | Notes               |
| -------------- | --------- | -------- | ------------ | -------------------------------- | ------------------- |
| Antónis Daglís | 1992-1995 | 3        | //           | Perpétuité avec 25 ans de sûreté | Se suicide en 1997. |

## Guatemala
| Criminel | Période   | Victimes | Condamnation | Peine | Notes |
| -------- | --------- | -------- | ------------ | ----- | ----- |
| José Bux | 1946-1946 | 15       | //           | //    | //    |

## Hong Kong
| Criminel    | Période | Victimes | Condamnation | Peine         | Notes                                 |
| ----------- | ------- | -------- | ------------ | ------------- | ------------------------------------- |
| Lam Kor-wan | 1982    | 4        | 8 avril 1983 | Peine de mort | Peine commuée en prison à perpétuité. |

## Hongrie
| Criminel          | Période   | Victimes | Condamnation | Peine                                    | Notes                      |
| ----------------- | --------- | -------- | ------------ | ---------------------------------------- | -------------------------- |
| Élisabeth Báthory | 1590-1610 | 80 à 650 | janvier 1611 | Emmurée dans son château jusqu'à sa mort |                            |
| Béla Kiss         | 1900-1914 | 24+      |              |                                          | Disparu le 4 octobre 1916. |
| Vera Renczi       | 1920-1930 | 35       |              | Perpétuité                               |                            |

## Inde
- Thug Behram (1765-1840) (de 125 à 931 victimes).
- M. Jaishankar (en) (1977-) (au moins 19 victimes) entre 2008 et 2011. « Psycho Shankar ».
- Surender Koli et Mohinder Singh Pandher (de 19 à 30 victimes).
- Mohan Kumar (en) (1963-) (20 victimes) entre 2005 et 2009. Condamné à mort en décembre 2013. « Mohan cyanure ».
- Raman Raghav (1929–1995) (de 23 à 41 victimes).
- Auto Shankar (1954-1995) (9 victimes) adolescentes à Chennai en 1988. Exécuté en 1995.
- Kampatimar Shankariya (plus de 70 victimes) entre 1977 et 1978. Exécuté le 16 mai 1979.
- Seema Gavit et Renuka Shinde, reconnues coupables de l’enlèvement et du meurtre de cinq enfants en 2001.
- Amardeep Sada (1999-) 3 victimes, des bébés dont sa petite sœur. Arrêté après son troisième meurtre à l'âge de 8 ans. Il est le plus jeune tueur en série connu au monde.
- Akku Yadav (1971-2004), tueur et violeur en série, tué par ses victimes le 14 août 2004.

## Indonésie
- Very Idham Henyansyah (11 victimes). « Ryan », le « tueur en série chantant ».
- Ahmad Suradji (1949-2008) (au moins 42, de 70 à 80 victimes) de 1986 à 1997. A été condamné et fusillé.

## Iran
- Ali Asghar Borujerdi (en) (1893-1934) (33 victimes) violeur de garçons. A été exécuté.

## Islande
- Björn Pétursson, (?-1596) (9 à 18 victimes).

## Italie
- Thofania d'Adamo (?-1633) et sa fille Giulia Tofana (?-1659) (au moins 600 victimes).
- Marco Bergamo (en) (1966-) (5 victimes).
- Donato Bilancia (1951-) (17 victimes) de 1997 à 1998.
- Primo Bisi (3 victimes).
- Antonio Boggia (1799-1862) (4 victimes). Le « monstre de Milan » ou le « Monstre de la rue Bagnera ».
- Giovanna Bonanno (1713-1789) (au moins 6 victimes).
- Fausta Bonino (1961-) (13-14 victimes) Infirmière "La tueuse à l'héparine"
- Sonya Caleffi (it) (1970-) (au moins 4/15 à 18 victimes).
- Luigi Chiatti (1968-) (3 victimes) en 1992 et 1993.
- Leonarda Cianciulli (1894-1970) (3 victimes) entre 1939 et 1940. La « saponificatrice de Correggio ».
- Marco Furlan (it) (1960-) (28 victimes) de 1977 à 1984. « Ludwig » Complice de Wolfgang Abel.
- Franco Fuschi (au moins 11 à 13 victimes).
- Bartolomeo Gagliano (3 victimes) de 1981 à 1989.
- Giancarlo Giudice (9 victimes). Le « monstre de Turin ».
- Maurizio Giugliano (8 victimes).
- Callisto Grandi (4 victimes).
- Michael Lupo (en) (1953-1995) (au moins 4 victimes) en 1986 à Londres.
- Lucida Mansi (en) (1606-1649) (? victimes).
- Antonio Mantovani (4 victimes).
- Andrea Matteucci (it) (1962-) (4 victimes) de 1980 à 1995.
- Dario Massina (6 victimes).
- Maurizio Minghella (it) (1958-) (10 victimes).
- Le monstre de Florence (au moins 14 victimes) non identifié, Pietro Pacciani (1925-1998) a été soupçonné.
- Giorgio Orsolano (it) (1803-1835) (3 victimes). « La Jena di San Giorgio » ou « Mangiacristiani ».
- Ernesto Picchioni (en) (au moins 2/16 victimes).
- Michele Profeta (it) (1947-2004) (2 victimes) le « Monstre de Padoue » ou le « tueur en série de Padoue ».
- Giuseppe Sasia (1886-1936) (4 victimes) le « tueur de bergers » ou le « tueur du Haut-Var ».
- Gianfranco Stevanin (it) (5 victimes) de 1993 à 1994.
- Roberto Succo (1962-1988) (8 victimes). « Succo le fou »[21].
- Riccardo Viti (6 victimes) des prostituées qu'il crucifiait de 2006 à 2013 dans la région de Florence.
- ? (331 a.C., 20 serial killer) (? victimes) à Rome.
- Giorgio Vizzardelli (1922-1973), 4 victimes.

## Japon
- Sataro Fukiage (1889-1926) (+7/13 victimes) est exécuté.
- Sokichi Furutani (1914-1985) (+8/6 victimes) est exécuté.
- Hiroaki Hidaka (1962-2006) (4 victimes) est exécuté[22].
- Miyuki Ishikawa (entre 103 et 169 victimes) dans les années 1940.
- Hiroshi Maeue (1968-2009) (3 victimes) est exécuté.
- Futoshi Matsunaga (1961-) (7 victimes) actuellement[Quand ?] dans le couloir de la mort.
- Tsutomu Miyazaki (1962-2008) (4 victimes) est exécuté.
- Norio Nagayama (1949-1997) (4 victimes) est exécuté[23].
- Akira Nishiguchi (1925-1970) (5 victimes) est exécuté[24].
- Kiyoshi Ōkubo (1935-1976), (+8/14 victimes) est exécuté.
- Miyoko Sumita (1948-2012) (+7/3 victimes) se suicide.

## Kazakhstan
- Nikolai Dzhumagaliev (en) (1952-) (7 victimes) en 1979 et 1980 des femmes. Suspecté d'en avoir tué bien plus. Cannibale. « Métal Fang ».

## Lettonie
- Kaspars Petrovs (en) (13 meurtres des 38 initialement incriminés + 8 agressions dont les victimes ont survécu, toutes retraitées agressées seules chez elles dans le but de les voler, pour s'introduire dans les appartements il disait qu'il venait relever les compteurs de gaz) condamné à la perpétuité en 2005 il a vendu l'histoire de sa vie avec le droit d'en faire un documentaire au groupe télévisuel russe RTR pour la somme de 1000 Lats sur les conseils de son avocat[25].
- Stanislavs Rogolevs (en) (10 meurtres et 11 agressions avec viol ou vol). Rogolevs en qualité d'informateur de milice était au courant des grandes lignes de l'investigation ce qui a considérablement ralenti cette dernière. Exécuté le 19 juin 1984[26].

## Macédoine du Nord
- Vlado Taneski (au moins 3 victimes) de 2003 à 2008. « Le journaliste tueur » ou « Le monstre de Kičevo ».

## Maroc
- Abdelali Amer (14 victimes). Condamné à mort en novembre 2005[27].
- Mohamed Belahrach (2010) (5 victimes). Condamné à mort, après avoir séjourné au couloir de la mort à la prison de centrale de Kénitra.
- Abdelali Hadi (9 victimes). Condamné à mort en 2004.
- Hajj Mohammed Mesfewi (?-1906) (36 victimes).
- Hicham Raoui (3 victimes). Condamné à mort...
- Abdelhak Toumi (3 victimes). Condamné à perpétuité.
- Saïd Zouita ( 4 Victimes ) Casablanca 2003 , Suicidé

## Mexique
- Adolfo Constanzo et Sara Aldrete (au moins 25 victimes)
- Macario Alcala Canchola (es) (de 2 à au moins 12 victimes) de 1960 à 1962 à Mexico. Imitateur de Jack l'Éventreur. Avait un besoin pathologique d'attention. Condamné à 60 ans de prison.
- Edgar Alvárez et Francisco Granados (es) (de 1 à au moins 8 victimes) des femmes à Ciudad Juarez. Condamnés à 50 ans de prison.
- Juana Barraza Samperio (es) (1957-) (au moins 11 victimes) des personnes âgées. Condamnée à 759 ans de prison[28].
- José Luis Calva (en) (3 victimes) "
- Gabriel Garza Hoth (en) (3 victimes) des femmes, pour recueillir l'assurance-vie, condamné à la réclusion à perpétuité[29].
- Delfina et María de Jesús González (au moins 91 victimes) femmes forcées de se prostituer. Sœurs possédant une maison close à Guanajuato dans les années 1950. Tueuses en série les plus prolifiques dans l'histoire du Mexique.
- Francisco Guerrero (en) (21 victimes). Condamné à mort en 1888. Mort avant d'être exécuté[29].
- Fernando Hernández Leyva (es) (au moins 33 victimes).
- Filiberto Hernández Martínez (en) (1971-) (5 à 6 victimes) de 2010 à 2013. Pédophile. Condamné à la prison à perpétuité.
- Rudolf Infante et Anna Villeda (9 victimes)[29].
- Abdel Latif Sharif (es) (de 1 à 15 victimes). Égyptien tuant des femmes à Ciuda Juárez. Mort en prison[30].
- José Lázaro Bouchana (3 victimes) [31].
- Daniel Audiel López Martínez (8 victimes). Tuait par jalousie maladive. Il a été condamné à la prison à perpétuité[32].
- Evelyn López et Mónica Bélem Martínez (3 victimes). Empoisonnait des personnes âgées en 2013[33],[34].
- César Armando Librado Legorreta (6 victimes). ll été condamné à 301 ans de prison[35].
- Raúl Osiel Marroquín (es) (1981-) (4 victimes) des homosexuels en 2005. « Le sadique ». Condamné à 128 ans de prison[36].
- Guadalupe Martínez de Bejarano (3 victimes). Femme sadique du XIXe siècle, torturait et tuait les filles. Morte en prison[37].
- Alejandro Máynez (au moins 2 à 50 victimes). Fugitif. Tueur de femmes à Ciudad Juárez[30].
- Tadeo Fulgencio Mejía (au moins 2 victimes)[38].
- Silvia Meraz (3 victimes).
- Felícitas Sánchez Aguillón (au moins 1 à 50 victimes). Infirmière qui tuait des bébés durant leurs soins.
- Magdalena Solís (de 2 à 8 victimes).
- Mario Alberto Sulú Canché (es) (3 victimes).
- Gregorio Cardenas Hernandez (1915-1999) (4 victimes, des prostituées en 1942) "L'étrangleur de Tacuba" LIbéré en 1976

## Nicaragua
- « Le tueur de Managua » ou « L'éventreur de Managua » (6 victimes) en 1889. Non identifié.

## Norvège
- Arnfinn Nesset (en) (1936-) (22 victimes).

## Pakistan
- Javed Iqbal (en) (1956-2001) (100 victimes).
- Amir Qayyum (en) (1981-) (14 victimes) en 2005. « Le tueur à la brique ».

## Pérou
- Pedro Pablo Nakada Ludeña (en) (1973-) (17 à 25 victimes) entre 2005 et 2006. « L'apôtre de la mort ».

## Pays-Bas
| Criminel             | Périodes           | Victimes   | Condamnation | Peine | Notes                                  |
| -------------------- | ------------------ | ---------- | ------------ | ----- | -------------------------------------- |
| Willem van Eijk (en) | entre 1971 et 2001 | 5          | d            | e     | Vie: (1941-?). « La bête d'Harkstede » |
| Koos Hertogs (en)    | 1979 à 1980        | 3          | d            | e     | Vie: (1949-2015)                       |
| Maria Swanenburg     | 1880 à 1883        | de 23 à 90 | d            | e     | Vie: (1839-1915)                       |
| Ridouan Taghi        | de 2010 à 2019     | 9 à 20     | d            | e     | Vie: (1977-)                           |

## Pologne
- Joachim Knychała (1952-1985) (5 victimes) de 1975 à 1982. « Le vampire de Bytom » ou « Frankenstein ».
- Karol Kot (en) (1946-1968) (2 victimes tuées et dix tentatives) « Le vampire de Cracovie ». Condamné à mort et pendu.
- Zdzisław Marchwicki (1927-1977) (au moins 21 victimes). « Le vampire de Zagłębie ».
- Władysław Mazurkiewicz (1911-1957) (au moins 30 victimes). « Le tueur gentleman » ou « Le beau garçon ».
- Stanisław Modzelewski (en) (1929-1969) (de 7 à 8 victimes) de 1952 à 1967. « Le vampire de Gałkówek ».
- Leszek Pękalski (en) (1966-) (au moins 17 à 80 victimes) de 1984 à 1992. « Le vampire de Bytów ».
- Lucian Staniak (1920-) (20 victimes) de 1964 à 1966. « L'araignée rouge ». Condamné à mort en 1967, puis déclaré fou, sa peine est commuée en internement à vie.
- Tadeusz Ensztajn (pl) (1913–)
- Ferdynand Grüning (en) (1885–1939)
- Paweł Tuchlin (en) (1946-1987) (9 victimes) entre 1975 et 1983. Le « Scorpion ». Condamné à mort, il est pendu.

## Portugal
- António Luís Costa (3 victimes) entre 2005 et 2006. Ancien officier de la GNR. Arrêté en 2007 et condamné à 25 ans de prison.
- L'éventreur de Lisbonne (3 victimes). Non-identifié.
- Fernando Perez (?-1331) (10 victimes). Exécuté à Lisbonne.
- Michel de Tego (?-1450) (entre 20 et 100 victimes). Exécuté à Lisbonne.

## Roumanie
- Ion Rîmaru (1946-1971) (4 victimes) entre 1970 et 1971. Le « vampire de Bucarest ». Condamné à mort et exécuté.
- Vasile Tcaciuc (?-1935) (au moins 26 victimes) entre 1917 et 1935. Le « boucher de Iași ». Abattu par la police.
- Vera Renczi (1903-?) (35 victimes) dans les années 1920 et 1930. La « veuve noire ». Condamnée à 35 peines de prison à perpétuité.
- Romulus Vereș (en) (1929-1993) (5 victimes) entre 1972 et 1974. L'« homme au marteau ».
- Baba Anujka (1838-1938) 50 à 150 victimes. La « sorcière de Banat » ou La « sorcière de Vladimirovac ».

## Royaume-Uni
- Dr John Bodkin Adams (1899-1983) (163 victimes) de 1945 à 1956[39].
- Beverly Allitt (1968-) (4 victimes) des bébés, ainsi que 9 tentatives, de février à avril 1991. Infirmière.
- Levi Bellfield (1968-) (au moins 3 victimes) de 2002 à 2004. Le « tueur au marteau » ou le « meurtrier des arrêts de bus ».
- Robert Black (1947-2016) (4 victimes) de 1981 à 1986. Pédophile.
- William Burke et William Hare (17 victimes) de 1827 à 1828.
- Ian Brady (1938-2017) et Myra Hindley (1942-2002) (5 victimes) de 1963 à 1965. Les « meurtriers de la Lande »[40].
- John Christie (1898-1953) (au moins 5 victimes). « L'étrangleur de la place Rillington ».
- Victorino Chua (en) (3 victimes) et plus de 20 blessées. Les « meurtres de Stepping Hill ».
- Mary Ann Cotton (1832-1873) (21 victimes) de 1853 à 1872. A été pendue.
- Joanna Dennehy (en) (1982-) (3 victimes) en mars 2013.
- John Duffy et David Mulcahy (en) (au moins 3 victimes) en 1985 et 1986. Les « violeurs des voies ferrées » ou les « tueurs des voies ferrées ».
- Amelia Dyer (1838-1896) (de 40 à 400 victimes). A été pendue.
- Kenneth Erskine (en) (1963-) (7 victimes) en 1986, des personnes âgées. « L'étrangleur de Stockwell ».
- Steven Grieveson (en) (1970-) (4 victimes) de 1990 à 1994. « L'étrangleur de Sunderland ».
- Stephen Griffiths (en) (1969) (3 victimes). 3 prostituées de juin 2009 à mai 2010. « Le cannibale à l'arbalète ». Condamné à la prison en vie.
- John George Haigh (1909-1949) (de 6 à 9 victimes) de 1944 à 1949. Le « tueur au bain d'acide »[41].
- Archibald Hall (en) (1924-2002) (5 victimes) de 1977 à 1978.
- Anthony Hardy (1951-2020) (de 3 à 9 victimes) de 2000 à 2002.
- Trevor Hardy (1945-2012) (3 victimes) de 1974 e 1976. « Le monstre de Manchester » ou « La bête de Manchester ».
- Lewis Hutchinson (1733-1773). Le « docteur fou », « Maître dément du château d'Édimbourg ». À la Jamaïque. A été pendu.
- Colin Ireland (1954-2012) (5 victimes) de mars à juin 1993. « Le tueur de gays ». Mort en prison.
- Jack l'Éventreur (de 5 à 8 victimes) à Whitechapel.
- Bruce George Peter Lee (1960-) (au moins 15 victimes) de 1973 à 1979. Pyromane. Interné en hôpital psychiatrique.
- Lucy Letby (1990-) (7 victimes) des bébés, ainsi que 6 tentatives, souvent résultant en mutilation, de 2015 à 2016. Infirmière.
- Robert Maudsley (1953-) (4 victimes) de 1974 à 1978. Placé en isolement. Sa cellule a inspiré celle d'Hannibal Lecter dans le film Le silence des agneaux. « Hannibal le cannibale ».
- Patrick Mackay (1952-) (11 victimes) de 1974 à 1975.
- Peter Manuel (en) (1927-1958) (9 victimes) de 1956 à 1958 en Écosse. La « Bête de Birkenshaw ». A été pendu.
- Meurtres de Hammersmith (8 victimes) de 1964 à 1965. « Jack le déshabilleur ». Non identifié.
- Peter Moore (1940-) (4 victimes) en 1995. « L'homme en noir ».
- Robert Napper (1966-) (3 victimes). Schizophrène paranoïaque, sadique impuissant, atteint du syndrome d'Asperger. Interné à vie à l'hôpital Broadmoor.
- Donald Neilson (1936-2011) (4 victimes) de 1971 à 1975. « La panthère noire ». Mort en prison.
- Dennis Nilsen (1945-2018) (15 victimes[42]). « L'étrangleur à la cravate ». Mort en prison.
- William Palmer (1824-1856) (au moins 4 victimes). A été pendu.
- Stephen Port (en) (1975-) (4 victimes) de 2014 à 2015. « Le tueur de Grindr » (application de rencontres homosexuelles).
- Angus Sinclair (en) (1945-) (4 victimes) une en 1961, deux en 1977 et une en 1978. « Affaire du bar du World's End ».
- Harold Shipman (1946-2004) (215 à 345 victimes). Se suicide dans sa cellule après avoir été condamné.
- John Straffen (en) (1930-2007) (3 victimes). Assassine deux filles de moins de dix ans à des fins sadiques (il avait déjà été appréhendé pour cruauté animale), il est arrêté en 1951 et s'évade la même année : il tue une jeune femme durant sa cavale. Condamné à mort par pendaison. Gracié en raison de son faible quotient intellectuel (56). Il est désigné en 1983 et 2002 pour rester en prison jusqu'à sa mort, qui interviendra fin 2007, alors que l'Union européenne s'apprêtait à examiner la légalité de la perpétuité réelle.
- Peter Sutcliffe (1946-2020) (de 13 à 15 victimes) de 1975 à 1980, des prostituées. « L'éventreur du Yorkshire ». Mort en prison.
- Peter Tobin (en) (1946-) (3 victimes) de 1991 à 2006.
- Frederick West (1941-1995) et Rosemary West (1953-) (de 12 à 20 victimes) de 1967 à 1987. Des jeunes femmes. La plupart des meurtres sont accompagnés de viols et de tortures[43]. Se suicide dans sa cellule avant son procès.
- Steve Wright (en) (1958-) (5 victimes) des prostituées du 30 octobre au 10 décembre 2006 autour d'Ipswich.
- Graham Young (1947-1990) (3 victimes, soupçonné de plus de 70) de 1962 à 1971. Empoisonneur. « L'empoisonneur à la tasse de thé » ou « L'empoisonneur de Saint-Albans ».
- George Joseph Smith (1872-1915) (3 victimes) "Brides in the bath murders" "Crimes des fiancés dans le bain"
- Gordon Cummins (1914-1942) (4 victimes à Londres en 1942) "The blackout ripper". Exécuté par pendaison.
- Dr. Thomas Neill Cream (1850-1892) (au moins 6 victimes, cinq femmes et un homme entre 1877 et 1892 au Canada, aux Etats-Unis et en Angleterre) "L'empoisonneur de Lambeth"

## Russie
- Zaven Almazian (en) (3 victimes). Auteur d'une série de meurtres et de viols à Rostov-sur-le-Don et Vorochilovgrad en 1970.
- Valeri Asratian (en) (3 victimes). A violé une douzaine de femmes à Moscou de 1988 à 1990.
- Sergueï Golovkine (1956-1996) (11 victimes) de jeunes garçons. Dans le raïon Odintsovski de l'oblast de Moscou de 1986 à 1992. « Fischer ».
- Andreï Ievseïev (en) (9 victimes).
- Vladimir Ionessian (1937-1964) (5 victimes). À Moscou, des enfants seuls chez eux alors que les parents travaillaient. « Mosgaz »
- Vassili Komaroff (33 victimes). « le loup de Moscou » ou « le tueur de la rue Chabolovka ».
- Vassili Koulik (en) (13 victimes) des enfants et des vieilles femmes. A sévi à Irkoutsk entre 1984 et 1986.
- Vladimir Kouzmine (11 victimes), des jeunes garçons dans la région de Moscou.
- Guennadi Mikhassevitch (en) (1947-1987). Condamné pour 43 meurtres dans les années 1970-1980.
- Maxime Petrov (en) (12 victimes). « Doctor Killer ». Médecin qui a assassiné ses patients.
- Alexandre Pitchouchkine (au moins 48 à 62 victimes) de 1992 à 2006. « Le tueur à l'Échiquier ».
- Mikhaïl Popkov (en) (1964-) (78 victimes) de 1992 à 2010 « Le maniaque d'Angarsk » ou « Le loup garou »[44].
- Sergueï Riakhovski (en) (19 victimes). « Hippopotame », « Starfal » ou « Éventreur de Balachikha ».
- Daria Nikolaïevna Saltykova (1730-1801) femme de la noblesse moscovite. Elle fit une centaine de victimes parmi ses serfs, essentiellement des femmes et des jeunes filles qu'elle torturait et tuait
- Tamara Samsonova (en), employée d'hôtel de la région de Saint-Pétersbourg, a tué 11 personnes entre la fin des années 1990 et le 27 juillet 2015. Elle a été arrêtée le 30 juillet 2015 alors qu'un tronc et des membres avaient été retrouvés par la police dans des sacs plastiques jetés dans et autour d'un lac. Une caméra de surveillance l'avait filmée transportant des sacs qui semblaient très lourds ainsi qu'une cocotte minute qui par la suite se sont avérés renfermer les restes de sa voisine. En perquisitionnant chez elle, la police a retrouvé un journal intime où elle consignait scrupuleusement tous ses méfaits dans les moindres détails. Elle avait été traitée à plusieurs reprises pour schizophrénie. Tamara Samsonova est soupçonnée d'un 12e meurtre, celui de son époux, dont elle avait signalé la disparition dans des circonstances étranges en 2005.
- Anatoli Slivko (1938-1989) (7 victimes).
- Alexandre Spesivtsev (en) (au moins 19 à 80 victimes). « le monstre de Novokouznetsk ».
- Alexandre Tchaïka (en) (4 victimes).
- Andreï Tchikatilo (+52/55 victimes). « L'ogre de Rostov ». Exécuté d'une balle dans la nuque le 14 février 1994.

## Slovaquie
| Criminel          | Périodes           | Victimes | Condamnation | Peine | Notes                                                      |
| ----------------- | ------------------ | -------- | ------------ | ----- | ---------------------------------------------------------- |
| Ondrej Rigo (en)  | entre 1990 et 1992 | 9        |              |       | « Le tueur international » ou le « Tueur à la chaussette » |
| Jozef Slovák (en) | entre 1978 et 1991 | 5        |              |       | « L'étrangleur de Bratislava » ou le « Génie meurtrier »   |

## Slovénie
| Criminel          | Périodes           | Victimes | Condamnation | Peine | Notes             |
| ----------------- | ------------------ | -------- | ------------ | ----- | ----------------- |
| Silvo Plut (en)   | entre 1990 et 2006 | 3        | d            | e     | Vie : (1968-2007) |
| Metod Trobec (en) | entre 1976 et 1978 | 5        | d            | e     | Vie : (1948-2006) |

## Suède
| Criminel                 | Périodes           | Victimes         | Condamnation | Peine | Notes                                    |
| ------------------------ | ------------------ | ---------------- | ------------ | ----- | ---------------------------------------- |
| Anders Hansson (en)      | entre 1978 et 1979 | 15 à 27 victimes | d            | e     | Vie : (1968-2007)                        |
| John Ingvar Lövgren (en) | entre 1957 et 1964 | 4                | d            | e     | Vie : (1930-2002) « Le tueur de filles » |

## Suisse
- Roger Andermatt (au moins 24 victimes). A tué 24 victimes âgées de 66 à 95 ans, soit en usant de drogues soit en les étouffant avec des sacs plastique et des serviettes. Andermatt a sévi entre 1995 et 2001 dans différents hôpitaux de la région de Lucerne. Il est arrêté en juin 2001 après la mort suspecte d’un patient à Lucerne. Andermatt avoue ensuite être la cause de 9 décès dans le même établissement, avant d’admettre sa responsabilité dans 18 autres cas supplémentaires. Trois victimes ont survécu à ses actions.
- Hugues Ariol (1700-1769) (9 victimes)[réf. nécessaire].
- Werner Ferrari (1946-) (5 victimes). Pédophile, il conteste un des meurtres[45].
- Erich Hauert (de) (1959-) (3 victimes) entre 1982 et 1993.
- Michel Peiry (1959-) (10 victimes) entre 1981 et 1987. « le sadique de Romont »[46].
- Hans Vollenweider (1908-1940) (3 victimes) en 1939.

## Tchécoslovaquie
| Criminel           | Période     | Victimes        | Condamnation  | Peine                          | Notes                                            |
| ------------------ | ----------- | --------------- | ------------- | ------------------------------ | ------------------------------------------------ |
| Hubert Pilčík (en) | 1948 à 1951 | 5+              | d             | e                              | Vie: (1891-1951),                                |
| Ladislav Hojer     | 1978 à 1981 | 5+              | Peine de mort | Exécuté en 1986                | Vie: (1958-1986)                                 |
| Václav Mrázek (en) | années 1950 | 7+              | d             | e                              | Vie: (1925-1957)                                 |
| Marie Fikáčková    | 1957 à 1960 | 2 bébés, plus ? | Peine de mort | exécutée par pendaison en 1961 | Vie: (1936-1961). Infirmière à Sušice [Lequel ?] |

## Tunisie
| Criminel           | Période      | Victimes               | Condamnation | Peine      | Notes                                       |
| ------------------ | ------------ | ---------------------- | ------------ | ---------- | ------------------------------------------- |
| Abdelaziz Bouajila | 1981 et 1987 | 0                      | d            | e          | Vie: (1961-), « L'étrangleur à la cravate » |
| Naceur Damergi     | années 1980  | 780                    | d            | e          | Vie: (1944-1990)                            |
| Kamel Lahouel      | 1920/1930    | au moins 666 victimes. | d            | Perpétuité | Le « meurtrier de Sousse »                  |

## Turquie
- Abdullah Palaz (43 victimes) dans les années 1940. « La bête d'Antep ». Probablement le premier tueur en série de la Turquie moderne[48].
- Seyit Ahmet Demirci (en) (3 victimes) en 1998. « Le tueur de fournisseur mobilier »[48].
- Hamdi Kayapınar (en) (8 victimes) entre 1994 et 2018. « Le chasseur »[48].
- Süleyman Aktaş (en) (5 victimes) entre 1986 et 1994. « Le tueur cloueur »[48].
- Ali Kaya (tueur en série) (en) (10 victimes) entre 1997 et 2012. « Le tueur au visage de bébé »[48].
- Adnan Çolak (en) (11 victimes) entre 1992 et 1995. « La bête d'Artvin »[48].
- Yavuz Yapıcıoğlu (en) (au moins 18 victimes) entre 1994 et 2002. « Le tueur au tournevis »[48].
- Orhan Aksoy (5 victimes) dans les années 1990. « Le tueur au colis »[48],[49].
- Erdinç Tümer (5 victimes) dans les années 1990. « Le Terminator à Uzi »[48].

## Ukraine
| Criminel                            | Période                          | Victimes    | Condamnation | Peine                                        | Notes                                                                           |
| ----------------------------------- | -------------------------------- | ----------- | ------------ | -------------------------------------------- | ------------------------------------------------------------------------------- |
| Katarzyna Onyszkiewiczowa           | Seconde moitié du XIXe siècle (. | au moins 5  |              | 3 peines cumulées de 10 ans d'emprisonnement | Principalement active en Galicie et en Bukowina. Surnommée « Femme démoniaque » |
| Anatoly Onoprienko                  | 1989 à 1996                      | au moins 52 |              |                                              | « La bête d'Ukraine », « Citoyen O » ou « Le Terminator »                       |
| Viktor Sayenko et Igor Souprouniouk | 2007                             | 21          |              |                                              | autour de Dnepropetrovsk                                                        |
| Sergueï Tkatch                      | 1980 à 2005                      | 29+/80-100  |              |                                              | (Sergei F. Weaver)                                                              |

## Venezuela
- Dorángel Vargas (10 victimes) entre 1997 et 1999. Le « Hannibal Lecter des Andes ».

## Yémen
- Dhu Shanatir au Ve siècle.

## Zambie
- Les frères Mailoni (12 victimes) de 2007 à 2013. Mika, Stephano et Fabian « Tunda ». Abattus par les commandos de l'armée.